# Lamé (cráter)

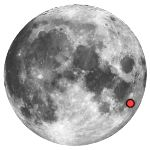
Localización de Lamé sobre le globo lunar

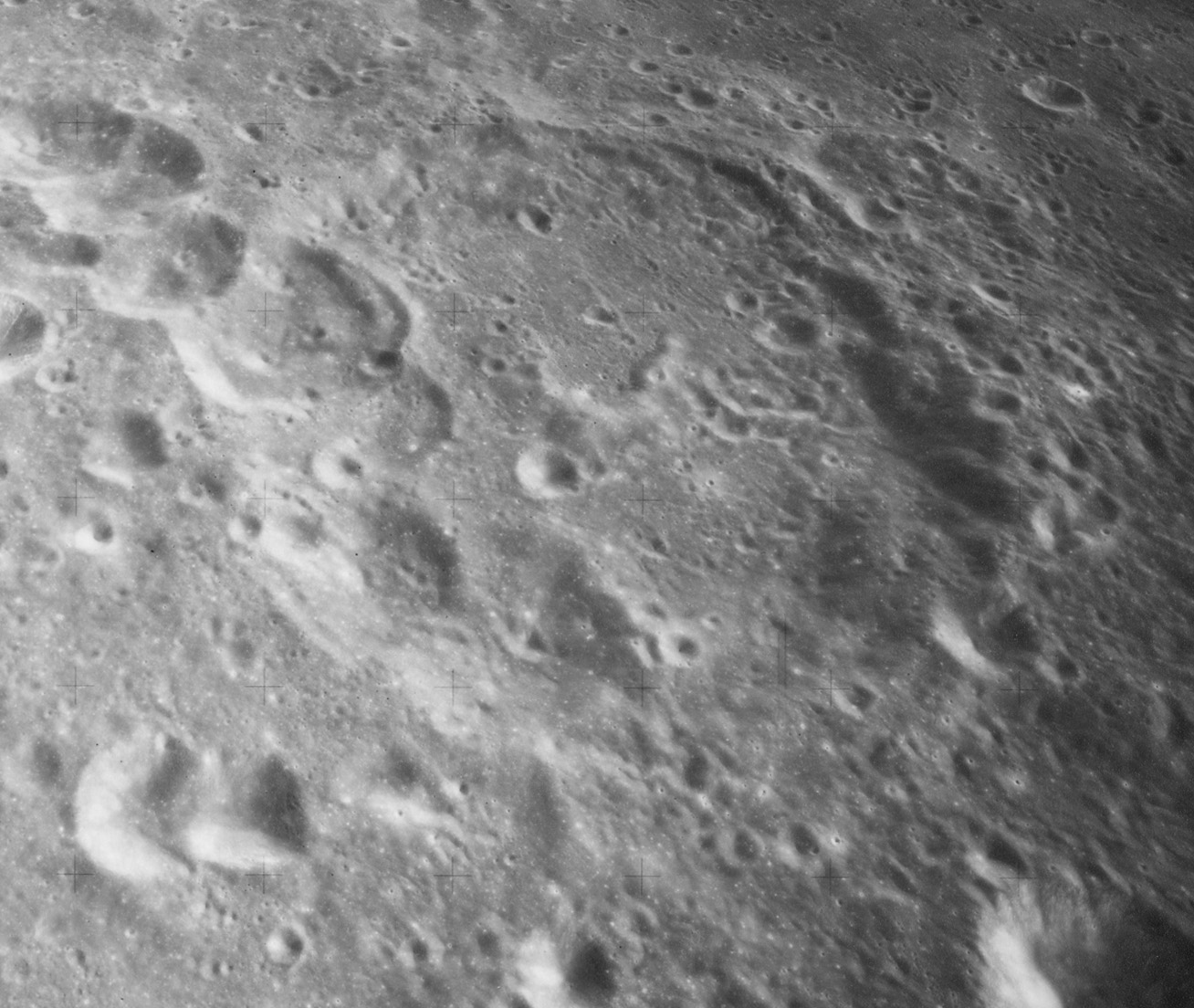
Fotografía de la misión Apolo 15

Lamé es un cráter de impacto lunar situado sobre el borde noreste del cráter Langrenus, al este del Mare Fecunditatis. El borde oriental del cráter aparece cubierto por una serie de cráteres superpuestos que forman una cadena intermitente que alcanza casi cien kilómetros al sur. El borde del cráter sobresale solo ligeramente por encima del terreno circundante, pero posee unas rampas significativas donde el borde atraviesa el cráter Vendelinus. En el centro del suelo interior de Lamé se sitúa una ligera cresta, formando un pico central.
|  |

En algunos mapas antiguos este cráter se llamaba Smith. Anteriormente fue designado como Vendelinus C, antes de ser renombrado por la UAI.

## Cráteres satélite
Por convención estos elementos son identificados en los mapas lunares poniendo la letra en el lado del punto medio del cráter que está más cercano a Lamé.
|      | \| Lamé \| Coordenadas \| Diámetro \| \| ---- \| ----------------------------- \| -------- \| \| E \| 13°54′S 66°48′E / -13.9, 66.8 \| 11 km \| \| F \| 13°54′S 66°24′E / -13.9, 66.4 \| 18 km \| \| G \| 15°24′S 65°30′E / -15.4, 65.5 \| 26 km \| \| H \| 15°48′S 68°12′E / -15.8, 68.2 \| 12 km \| \| J \| 14°18′S 65°42′E / -14.3, 65.7 \| 18 km \| \| K \| 13°18′S 64°12′E / -13.3, 64.2 \| 8 km \| \| L \| 14°24′S 68°36′E / -14.4, 68.6 \| 6 km \| \| M \| 15°48′S 66°30′E / -15.8, 66.5 \| 13 km \| \| N \| 12°48′S 67°06′E / -12.8, 67.1 \| 9 km \| \| T \| 12°30′S 66°30′E / -12.5, 66.5 \| 11 km \| \| W \| 13°06′S 65°54′E / -13.1, 65.9 \| 6 km \| \| Z \| 15°54′S 65°54′E / -15.9, 65.9 \| 17 km \| |          |
| Lamé | Coordenadas | Diámetro |
| E    | 13°54′S 66°48′E / -13.9, 66.8 | 11 km    |
| F    | 13°54′S 66°24′E / -13.9, 66.4 | 18 km    |
| G    | 15°24′S 65°30′E / -15.4, 65.5 | 26 km    |
| H    | 15°48′S 68°12′E / -15.8, 68.2 | 12 km    |
| J    | 14°18′S 65°42′E / -14.3, 65.7 | 18 km    |
| K    | 13°18′S 64°12′E / -13.3, 64.2 | 8 km     |
| L    | 14°24′S 68°36′E / -14.4, 68.6 | 6 km     |
| M    | 15°48′S 66°30′E / -15.8, 66.5 | 13 km    |
| N    | 12°48′S 67°06′E / -12.8, 67.1 | 9 km     |
| T    | 12°30′S 66°30′E / -12.5, 66.5 | 11 km    |
| W    | 13°06′S 65°54′E / -13.1, 65.9 | 6 km     |
| Z    | 15°54′S 65°54′E / -15.9, 65.9 | 17 km    |